# Hartmut Polenz
Hartmut Franz Rudolf Polenz (* 2. August 1940; † 7. Dezember 2021 in Hamburg) war ein deutscher Prähistorischer Archäologe.

## Leben
Hartmut Polenz studierte an der Justus-Liebig-Universität Gießen und wurde 1973 an der Universität Mainz promoviert. Seine Dissertation befasste sich mit den Gräbern der Latènezeit im Rhein-Main-Gebiet. Ab 1978 arbeitete er in Münster als wissenschaftlicher Referent und als Hauptkonservator am Westfälischen Landesmuseum für Vor- und Frühgeschichte, das sich heute als LWL-Museum für Archäologie in Herne befindet. 2005 trat er in den Ruhestand.
Nach seiner Habilitation an der Philipps-Universität Marburg im Jahr 1982 war er Privatdozent. In seiner Habilitationsschrift untersuchte er Münzfunde aus Gräbern der Latènezeit in Mitteleuropa. Neben seiner Museumstätigkeit übernahm Polenz Lehrstuhlvertretungen an der Universität Gießen (Sommersemester 1979) und der Christian-Albrechts-Universität zu Kiel (Wintersemester 1982/1983). Von 1984 bis 1996 war er Geschäftsführer, von 1996 bis 2005 Vorsitzender der Vereinigung westfälischer Museen. Nach Beendigung dieses Amtes 2005 wurde er zum Ehrenvorsitzenden der Vereinigung gewählt. Gemeinsam mit seiner Frau Anke war er nach seiner Pensionierung in der Deutschen Exlibris-Gesellschaft aktiv.

## Schriften (Auswahl)
- Mittel- und spätlatènezeitliche Brandgräber aus Dietzenbach, Landkreis Offenbach am Main (= Kreis Offenbach: Studien und Forschungen. Neue Folge, Heft 4). Kühn, Langen 1971.
- Die Funde aus den Gräbern der frühen und älteren Latènezeit im Rhein-Main-Gebiet. Dissertation, Johannes Gutenberg-Universität Mainz 1973.
  - Teilpublikation: Zu den Grabfunden der Späthallstattzeit im Rhein-Main-Gebiet. In: Bericht der Römisch-Germanischen Kommission. Band 54, 1973, S. 109–202.
- Münzen in latènezeitlichen Gräbern Mitteleuropas. In: Bayerische Vorgeschichtsblätter. Band 47, 1982, S. 27–222.
- Römer und Germanen in Westfalen (= Einführung in die Vor- und Frühgeschichte Westfalens. Heft 5). Westfälisches Museum für Archäologie, Münster 1985.
- als Herausgeber: Hinter Schloß und Riegel. Burgen und Befestigungen in Westfalen. Begleitbuch zur Ausstellung des Westfälischen Museums für Archäologie Münster aus Anlaß des Hundertjährigen Bestehens der Altertumskommission für Westfalen, 2. November 1997 bis 19. April 1998. Westfälisches Museum für Archäologie, Münster 1997, ISBN 3-925608-42-7.